# العمل عن بعد

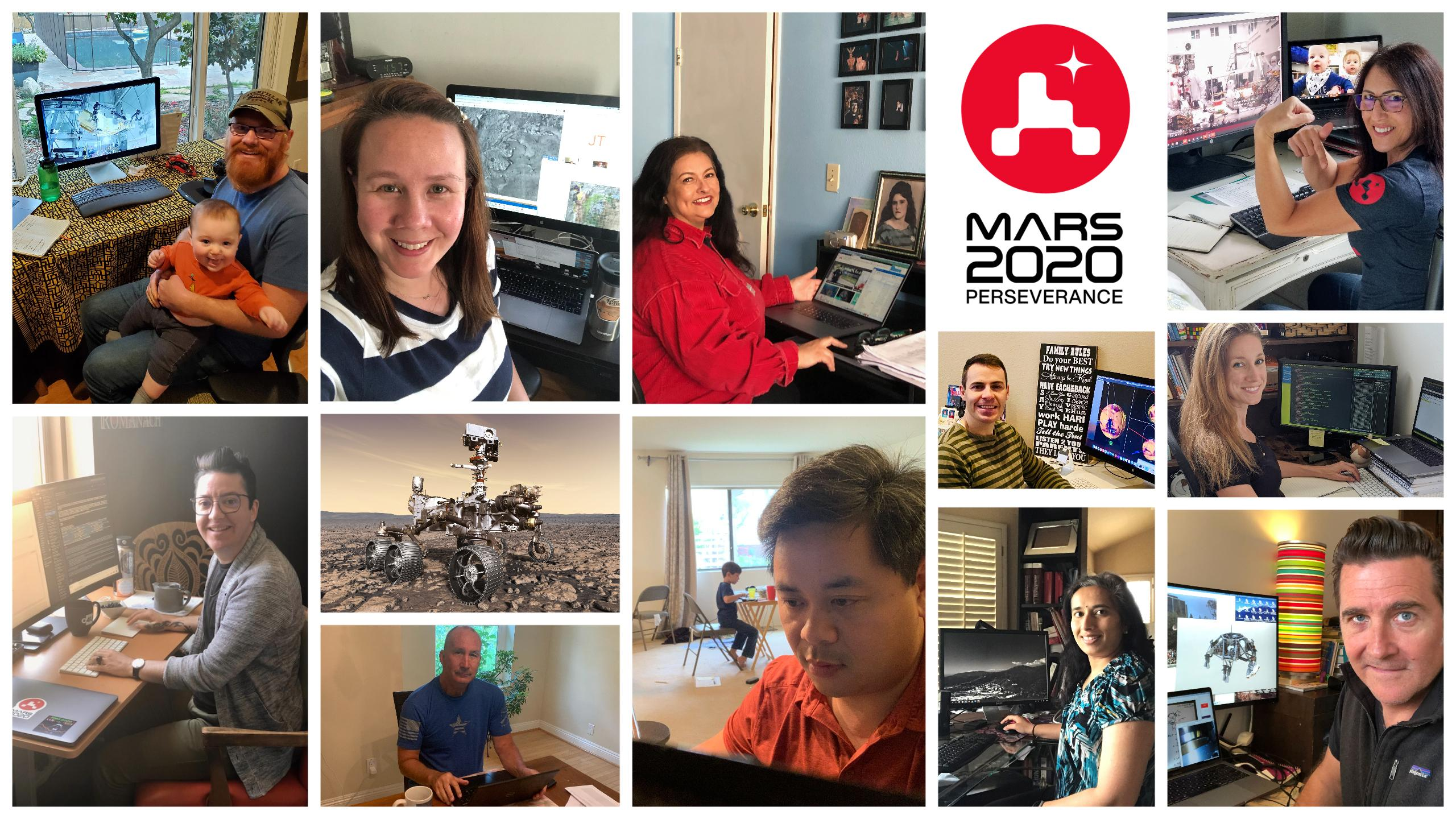

العمل عن بعد، المعروف كذلك بالعمل من المنزل أو العمل عبر الإنترنت، هو تنظيم للعمل يكون فيه الموظف غير مضطر للتنقل لمركز العمل، كالمباني المكتبية أو المتاجر. الشخص الذي يعمل عن بعد هو الشخص الذي يعمل بدون عقود طويلة الامد لجهة معينة أو شركة معينة. يعتبر الإنترنت اليوم أحد أكبر أسواق العمل عن بعد، حيث يستطيع ربط شخصين في قطبى الكرة الأرضية دون التقيد بالزمان والمكان. 
قد لا تتبع الاجور في العمل عن بعد النظام التقليدى في الراتب الشهرى مثلا.. ولكن هناك طرق عديدة يتم الاتفاق عليها في العمل مثل حساب الاجر بالساعة أو الاجر اليومى أو الاجر بالمشروع كاملا وهكذا، فهذا الامر راجع للطرفين. ويمكن ان يطلب الشخص الذي يعمل عن بعد دفعة مقدمة أو كل المبلغ مقدمة قبل بدء العمل.. كما يفضل البعض الآخر الدفع على مراحل حتى ينتهى العمل على المشروع، وهناك من يطلب المبلغ بعد انتهائه من المشروع. يلجأ البعض بتوقيع عقود لضمان حقوقهم أثناء العمل عن بعد، إلا أن هناك عدد كبير لا يفضل العمل بعقود ويكتفى بقبول جزء من المبلغ قبل اتمام الشغل وجزء بعد اتمام

## آثار اقتصادية للعمل عن بعد
أبرز الآثار الاقتصادية للعمل عن بعد تظهر بوضوح في التوظيف والإنتاجية وتكافؤ فرص العمل.. فعلى مستوى التوظيف نلاحظ ارتفاع مستويات التوظيف في الدول التي عملت بهذا النظام، وعلى سبيل المثال تمكنت بعض الاقتصاديات مثل الصين والهند وماليزيا وتايلاند والسنغال وجنوب أفريقيا من تحقيق تقدم سريع في الصناعة المعلوماتية، والتي ساهمت في زيادة التصدير وتوفير المزيد من فرص العمل.
ويشكل العمل عن بعد حلا لمشكلة نقص المهارات في صناعة تكنولوجيا المعلومات والاتصالات، فيمكن من خلاله شغل وظائف كانت تعاني من النقص في المناسبين لها.
ووفقا للدراسات فقد بلغ عدد الوظائف الخالية بسبب نقص المهارات في الولايات المتحدة الأمريكية حوالي 346 ألف وظيفة، ويبلغ هذا العدد حوالي 60 ألف وظيفة في ألمانيا، وما بين 20-30 ألف وظيفة في كندا، ووصل إلى 20 ألف وظيفة في المملكة المتحدة.
ولهذا النظام تأثيره على إنتاجية العمل، وليس أدل على ذلك من تحويل شركة «ثري كوم» للحاسبات 120 عاملا إلى العمل عن بعد، ووجدت أنهم يقضون 25 ساعة أسبوعيا مع العملاء، بدلا من 12-15 ساعة أو أقل قبل تطبيق هذا النظام.
وبالإضافة إلى ما سبق، فيساعد العمل عن بعد على تكافؤ فرص العمل بين شرائح المجتمع المختلفة من حيث النوع والعمر والظروف الصحية والاجتماعية
أظهر استطلاع من المجلة العالمية فوربس أن 98% من العمال يرغبون في العمل عن بعد على الأقل جزءًا من الوقت، مما يبرز التفضيل المتزايد لهذا النمط من العمل

## مواقع العمل عن بعد الأجنبية والعربية
هناك العديد من مواقع العمل الحر الأجنبية والعربية والتي تساهم في توظيف الملايين حول العالم ومنها:

### مواقع عمل عن بعد أجنبية
- فريلانسر.كوم
- أبوورك
- فايفر

### مواقع عمل عن بعد عربية
- خمسات
- مستقل (حسوب)